# Gladys O'Connor
Gladys O'Connor (28 de novembro de 1903 – 21 de fevereiro de 2012) foi uma atriz canadense de origem britânica que atuou profissionalmente em filmes e séries de televisão por mais de 20 anos.

## Biografia
Gladys nasceu em East London, Londres, Inglaterra, ela e sua família se mudaram para o Canadá quando tinha 9 anos. Antes de se tornar uma atriz, ela trabalhou como vendedora, contabilista e contadora.
Gladys começou a atuar em séries de televisão americanas e filmes em meados da década de 1980. Sua primeira aparição foi em Police Academy 3: Back in Training em 1986. Alguns de seus outros créditos são Stepping Out, Harriet the Spy, Billy Madison, Matrix e The Long Kiss Goodnight.
Ela interpretou uma mulher de exploração agridulce mas amável em Fly Away Home (1996). Seu último papel foi em 1998 quando interpretou Mavis no filme de TV The Garbage Picking Field Goal Kicking Philadelphia Phenomenon. Gladys morreu em 21 de fevereiro de 2012 aos 108 anos em Toronto, Ontário, Canadá.